# M4 Sport+
Az M4 Sport+ az M4 Sport közszolgálati sportadó második számú műsora. Hétvégenként 14 és 22 óra között érhető el a Duna World műsorán nemcsak Európában, hanem a világ azon részein is, ahol a Duna World elérhető. A csatorna hangja Kőszegi Ákos. 2025. július 26-án az M4 Sporthoz hasonlóan frissített logót és arculatot kapott.

## Műsorok
- Asztalitenisz magazin
- Építők
- Futsal Magazin
- GÓÓÓL!
- Jövünk!
- Kékek
- Múlt és Jelen
- Összefoglaló az OTP Bank Liga mérkőzéseiből
- Puskás Akadémia
- Szabadidő
- Vívás

## Sportközvetítés

### Labdarúgás
- OTP Bank Liga

### Futsal
- Futsal NB I

### Kosárlabda
- Női kosárlabda Euroliga
- Női kosárlabda Magyar Kupa
- Tippmix Férfi Kosárlabda NB I.

### Kézilabda
- Férfi kézilabda-Európa-bajnokság
- Férfi kézilabda Válogatott
- K&H Női Kézilabda Liga

### Röplabda
- Férfi röplabda Extraliga

### Jégkorong
- Erste Liga
- Jégkorong EXIM Magyar Kupa

### Gyorskorcsolya
- Gyorskorcsolya Európa-bajnokság

### Vízilabda
- E.ON férfi vízilabda OB I.